# Licania leucosepala
Licania leucosepala är en tvåhjärtbladig växtart som beskrevs av August Heinrich Rudolf Grisebach. Licania leucosepala ingår i släktet Licania och familjen Chrysobalanaceae. Inga underarter finns listade i Catalogue of Life.